# Мегантиклінорій
Мегантиклінорій (рос. мегантиклинорий, англ. meganticlinorium, нім. Megantiklinorium n) – складна гірська складчаста споруда, що складається з декількох антикліноріїв і підлеглих їм синкліноріїв або пакету тектонічних покривів. Дзеркало складчастості займає, як правило, найвище положення в осьовій частині структури М. (наприклад, Урал, Карпати, Вел. Кавказ). Виникають на заключній орогенній стадії або розвитку геосинклінальних систем внаслідок зіткнення літосферних плит. 